# Zhang Guohua
Zhang Guohua född i oktober 1914, död 21 februari 1972, var en kinesisk kommunistisk politiker och militär.
Zhang gick med i Kinas kommunistiska parti 1931 och var med under den Långa marschen. Han deltog i införlivandet av Tibet i Folkrepubliken Kina och var partisekreterare där två gånger, samt guvernör i Sichuan. Under kriget mellan Kina och Indien 1962 ledde han de kinesiska operationerna mot Indien.